# Sinfonia n. 2 (Mahler)
La Sinfonia n. 2 in do minore per soli, coro e orchestra di Gustav Mahler, nota anche con il titolo Auferstehung ("Resurrezione"), fu scritta nello stesso periodo della Prima Sinfonia fra il 1888 ed il 1894. La prima esecuzione mondiale avvenne a Berlino il 13 dicembre del 1895. Insieme alla Ottava, la Seconda è stata la sinfonia che ottenne più successo e popolarità durante la vita del compositore.
Si tratta della prima delle quattro sinfonie di Mahler per le quali il compositore ha previsto l'intervento delle voci, oltre ad essere la prima delle tre Wunderhorn Symphonien, sinfonie in cui vengono messi in musica testi provenienti dalla raccolta di canti medioevali tedeschi intitolata Des Knaben Wunderhorn. Uno di questi Lieder, "Des Antonius von Padua Fischpredigt" (La predica ai pesci di Sant'Antonio da Padova), venne quasi letteralmente trascritto come scherzo della sinfonia, mentre il Lied "Urlicht" divenne il 4° movimento.
Nell'aprile 1899 il compositore dirige la Sinfonia n. 2 a Vienna.
Nei Paesi Bassi la prima è stata diretta dal compositore ad Amsterdam il 26 ottobre 1904 con l'Orchestra reale del Concertgebouw.
Negli Stati Uniti la première è stata diretta dal compositore l'8 dicembre 1908 a New York con la New York Symphony Orchestra.

## Origine
(Gustav Mahler, lettera del 26 marzo 1896 a Max Marschalk)
Le origini della seconda sinfonia si ricollegano alla conclusione della lunga composizione della prima sinfonia: Mahler aveva completato nell'agosto del 1888 un poema sinfonico detto Totenfeier (celebrazione della morte), che in seguito sarebbe diventato il primo movimento della sinfonia. Anche alcuni abbozzi del secondo movimento risalgono a quell'anno. Mahler rimase in dubbio per cinque anni se fare di Totenfeier il movimento di apertura di una nuova sinfonia, finché nel luglio del 1893 compose il secondo, il terzo ed il quarto movimento. Rimaneva il problema del finale della sinfonia: Mahler desiderava un finale in cui intervenissero le voci, così come era stato per la Nona Sinfonia di Beethoven, e ciò avrebbe reso inevitabile il confronto diretto fra le due composizioni. Un altro punto aperto era la ricerca del giusto testo da mettere in musica per il finale. La soluzione decisa fu ispirata da una cerimonia commemorativa per il direttore d'orchestra Hans von Bülow tenuta ad Amburgo il 29 marzo 1894, quando il coro intonò il corale Risorgere di Friedrich Gottlieb Klopstock. Mahler compose il finale fra il giugno ed il luglio del 1894 e completò la sinfonia il 18 dicembre 1894, al termine di un lavoro durato sette anni.

## Struttura
Nella sua forma definitiva la sinfonia è divisa in cinque movimenti:
1. Allegro maestoso. Mit durchaus ernstem und feierlichem Ausdruck 4/4
(Allegro maestoso. Con espressione assolutamente seria e solenne)
2. Andante moderato. Sehr gemächlich 3/8
(Andante moderato. Molto comodo)
3. In ruhig fließender Bewegung 3/8
(Con movimento tranquillo e scorrevole)
4. "Urlicht"- Sehr feierlich, aber Schlicht, Choralmässig 4/4
("Luce primigenia"- Molto solenne ma con semplicità, come un corale)
testo tratto da "Die Wunderhorn" di Ludwig Achim von Arnim e Clemens Brentano
5. Im Tempo des Scherzo. Wild herausfahrend. Langsam. Misterioso-  "Aufersteh'n" 3/8
(Tempo di Scherzo. Selvaggiamente. Allegro energico. Lento. Misterioso - "Risorgere")
contiene l'inno "Die Auferstehung" (La Resurrezione) di Friedrich Klopstock

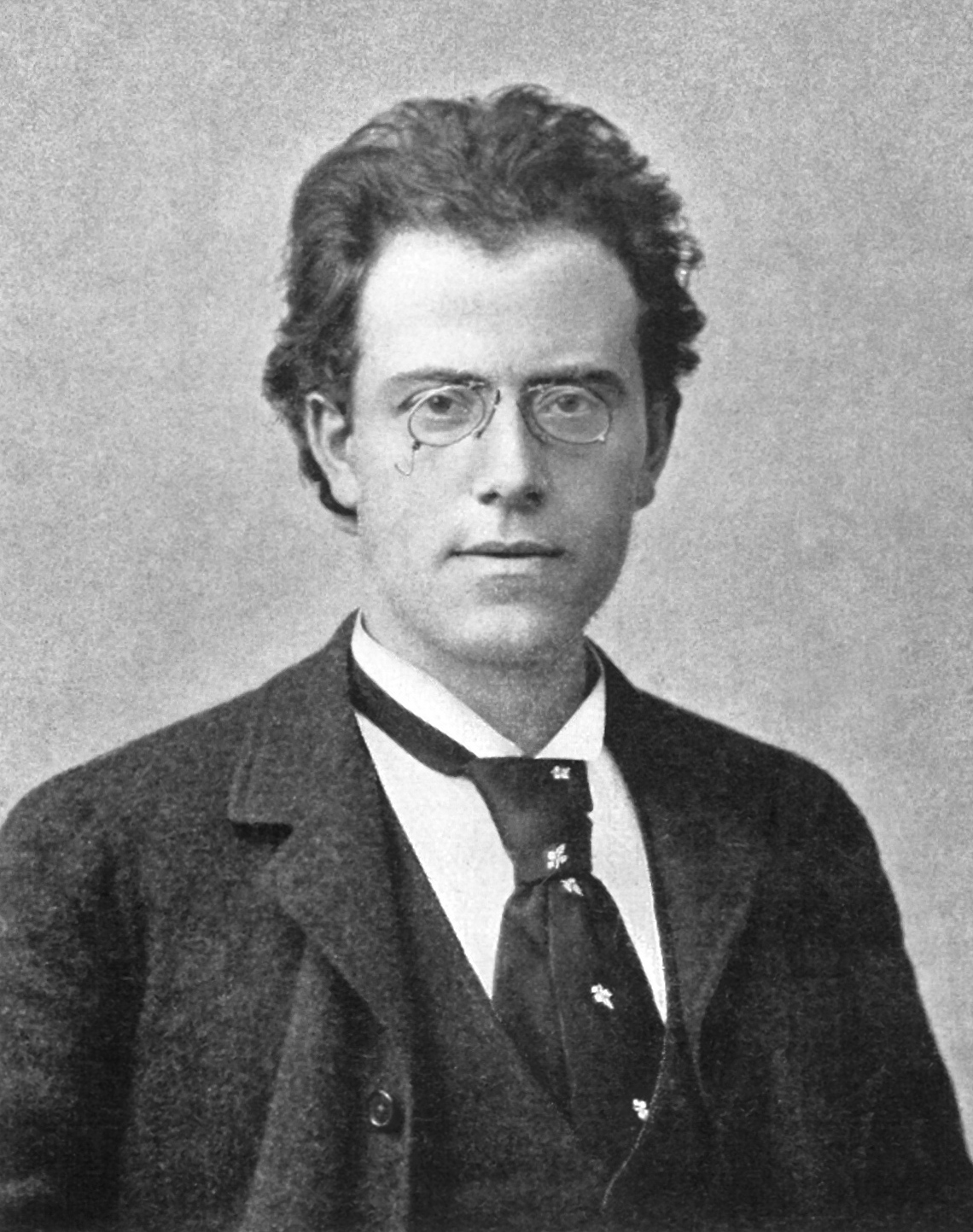
Gustav Mahler

## Testi

### Quarto movimento ("Urlicht")
Il testo del quarto movimento, "Urlicht" (cioè "luce primordiale") proviene dalla raccolta poetica Des Knaben Wunderhorn.
O Röschen rot!

Der Mensch liegt in größter Not!

Der Mensch liegt in größter Pein!

Je lieber möcht' ich im Himmel sein.

Da kam ich auf einen breiten Weg:

Da kam ein Engelein und wollt' mich abweisen.

Ach nein! Ich ließ mich nicht abweisen!

Ich bin von Gott und will wieder zu Gott!

Der liebe Gott wird mir ein Lichtchen geben,

Wird leuchten mir bis in das ewig selig Leben!»
O rossa rosellina!

L'uomo è nella più grande miseria!

L'uomo è nella più grande pena!

Preferirei essere in cielo.

Allora ho preso una larga strada;

Allora è venuto un angioletto e mi voleva respingere.

Oh no, non mi sono lasciato respingere.

Io sono di Dio e a Dio voglio tornare!

Il buon Dio mi darà un lumicino

che mi farà luce fino all'eterna vita beata!»

### Quinto movimento ("Aufersteh'n")
I primi otto versi provengono dalla poesia Die Auferstehung ("La resurrezione") di Friedrich Gottlieb Klopstock, qua priva dei suoi ultimi quattro versi, che Mahler tolse. Il compositore stesso scrisse il prosieguo del testo, da "O glaube" fino alla sua conclusione.
Aufersteh'n, ja aufersteh'n wirst du, mein Staub,

nach kurzer Ruh!

Unsterblich Leben! Unsterblich

Leben wird Der dich rief, dir geben.

Wieder aufzublüh'n wirst du gesät!

Der Her der Ernte geht

Und sammelt Garben

Uns ein, die starben!

Alt solo

O glaube, mein Herz, O glaube:

es geht dir nichts verloren!

Dein ist, dein, ja dein, was du gesehnt!

Dein, was du geliebt, was du gestritten!

Sopran solo

O glaube: du wardst nicht umsonst geboren!

Hast nicht umsonst gelebt, gelitten!

Chor und Alt

Was entstanden ist, das muß vergehen!

Was vergangen, aufersteh'n!

Hör' auf zu beben!

Bereite dich zu leben!

Sopran und Alt solo

O Schmerz! Du Alldurchdringer!

Dir bin ich entrungen!

O Tod! Du Allbezwinger!

Nun bist du bezwungen!

Mit Flügeln die ich mir errungen.

In Liebesstreben werd' ich entschweben

Zum Licht zu dem kein Aug' gedrungen.

Chor

Mit Flügeln die ich mir errungen,

Werd ich entschweben!

Sterben werd' ich, um zu leben!

Aufersteh'n, ja aufersteh'n wirst du

mein Herz, in einem Nu!

Was du geschlagen

Zu Gott wird es dich tragen!»
Risorgerai, si risorgerai, mia polvere,

dopo un breve riposo!

Vita immortale! Immortale

vita ti darà colui che ti chiamò.

Di nuovo sarai seme per rifiorire!

Va il padrone del raccolto

e raccoglie covoni

di noi che morimmo!

Contralto solo

Credi, mio cuore, credi:

nulla andrà perduto per te!

Tuo è, tuo, sì tuo quello a cui anelavi!

Tuo quello che hai amato, per cui hai lottato!

Soprano solo

Credi, non sei nato invano!

Non invano hai vissuto, sofferto!

Coro e contralto

Ciò che è nato deve perire!

Ciò che è passato risorgere!

Smetti di tremare!

Preparati a vivere!

Soprano e contralto

Dolore! Tu che tutto pervadi!

io ti sono sfuggito!

Morte! Tu che tutto soggioghi!

Adesso sei tu soggiogata!

Con ali che mi sono conquistato

in brama d'amore mi librerò nell'aria

verso la luce che nessun occhio ha penetrato.

Coro

Con ali che mi sono conquistato,

mi librerò nell'aria!

Devo morire per vivere!

Risorgerai, si risorgerai

mio cuore, in un attimo!

Quello per cui hai combattuto

ti porterà a Dio!»

## Discografia
- Cadillac Symphony Orchestra, Arnold Schoenberg, 1934
- New York Philharmonic, Bruno Walter, Columbia Records/CBS, 1958
- New York Philharmonic, Leonard Bernstein, Sony Classical, 1963
- Philharmonia Orchestra, Otto Klemperer, EMI Classical, 1963
- London Symphony Orchestra, Sir Georg Solti, Decca, 1964
- Concertgebouw Orchestra, Bernard Haitink, Philips, 1968
- London Symphony Orchestra, Leonard Bernstein, Sony Classical, 1973
- Wiener Philharmoniker, Zubin Mehta, Decca, 1975
- Wiener Philharmoniker, Claudio Abbado, Deutsche Grammophon, 1977
- Philharmonia Orchestra, Giuseppe Sinopoli, Deutsche Grammophon, 1986
- Boston Symphony Orchestra, Seiji Ozawa, Philips, 1987
- Wiener Philharmoniker, Gilbert Kaplan, Deutsche Grammophon, 2003
- Lucerne Festival Orchestra, Claudio Abbado, Deutsche Grammophon, 2004
- Wiener Philharmoniker, Pierre Boulez, Deutsche Grammophon, 2006
- Tonhalle Orchestra Zurich, David Zinman, RCA Red Seal, 2007
- hr-Sinfonieorchester, Paavo Järvi, Virgin Classics, 2010
- Berliner Philharmoniker, Sir Simon Rattle, EMI, 2011